# Истомина, Энесса Георгиевна
Эне́сса Гео́ргиевна Исто́мина (16 июня 1934, посёлок Чишмы, Башкирская АССР — 10 апреля 2023, Москва) — советский и российский историк, доктор исторических наук (1984), профессор (2003) кафедры региональной истории и краеведения Историко-архивного института РГГУ. Главный научный сотрудник Института российской истории РАН. Специалист в области исторической географии, региональной и социоестественной истории, историко-культурного и природного наследия России, истории культуры.
Действительный член РАЕН; председатель бюро Секции по исторической географии, картографии и краеведению Научного совета по исторической демографии и исторической географии РАН; член Русского географического общества; член Союза журналистов России.

## Биография
Родилась 16 июня 1934 года в Башкирии.
В 1957 году окончила Московский государственный историко-архивный институт (МГИАИ).
В 1957—1968 годах — старший научный сотрудник, заведующая отделом использования документальных материалов государственных архивов Псковской и Новгородской областей. В 1969 году защитила кандидатскую диссертацию «Новгородская губерния во второй половине XVIII века: опыт историко-географического исследования».
В 1969—1970 годах — старший научный сотрудник Всесоюзного научно-исследовательского института документоведения и архивного дела (ВНИИДАД).
В 1970—1971 годах — старший преподаватель МГИАИ.
С 1971 года — старший научный сотрудник, затем ведущий и главный научный сотрудник Института истории СССР Академии наук СССР (ныне — Институт российской истории РАН). В 1984 году защитила докторскую диссертацию «Водные пути и их роль в экономическом развитии Европейской России во второй половине XVIII — начале XIX вв.».
С 1992 года одновременно преподавала в Российском государственном гуманитарном университете (РГГУ); с 2003 года — профессор. Читала курсы лекций «Региональная история», «Историческое краеведение». Член диссертационного совета РГГУ по культурологии, историческим наукам, искусствоведению.
Была заместителем председателя Учёного совета и членом диссертационного совета ИРИ РАН.
Автор более 200 научных работ.
Умерла 10 апреля 2023 года. Была кремирована 12 апреля 2023 года на Хованском кладбище.

## Основные труды

### Диссертация
- Истомина Э. Г. Новгородская губерния во второй половине XVIII века. (Опыт историко-географического исследования). Автореферат диссертации на соискание учёной степени кандидата исторических наук. М.: МГИАИ, 1969. 24 с.

### Книги
- Истомина Э. Г. Крестцы / Науч. конс.: д.и.н. проф. Г. М. Дейч. — Новгород: Изд-во газеты «Новгородская правда», 1968. — 40 с. — (Города и посёлки Новгородской области).
- Истомина Э. Г., Николаев А. Н. Валдай / Худож. И. М. Чернов. — Л.: Лениздат, 1979. — 112 с. — (Города Новгородской области). — 25 000 экз.
- Истомина Э. Г., Красноречьев Л. Е. Иверское чудо / Худож. И. М. Сенский. — Л.: Лениздат, 1982. — 48 с. — 50 000 экз.
- Истомина Э. Г. Водные пути России во второй половине XVIII — начале XIX века / Отв. ред.: Л. Г. Бескровный, Я. Е. Водарский. — М.: Наука, 1982. — 280 с. Архивировано 22 апреля 2021 года. (в пер.) Рецензия Архивная копия от 22 апреля 2021 на Wayback Machine
- Истомина Э. Г., Николаев А. Н. Валдай / Худож. В. Б. Мартусевич. — 2-е изд., испр. и доп. — Л.: Лениздат, 1988. — 96 с. — 50 000 экз. — ISBN 5-289-00108-5.
- Истомина Э. Г., Яковлев З. М. Голубое диво: Историко-географический справочник о реках, озёрах и болотах Новгородской области / Ред. Л. М. Дериглазова; Рец.: канд. ист. наук В. Ф. Андреев; Худож. А. А. Кузьмин. — Л.: Лениздат, 1989. — 224 с. — 50 000 экз. — ISBN 5-289-00339-8.
- Истомина Э. Г. Водный транспорт в России в дореформенный период: Историко-географические исследования / Отв. ред. Я. Е. Водарский; Рец.: А. И. Алексеев, Н. Е. Бекмаханова; Институт истории СССР АН СССР. — М.: Наука, 1991. — 264 с. — 500 экз. — ISBN 5-02-008560-X. Архивировано 22 апреля 2021 года. (в пер.)
- Водарский Я. Е., Истомина Э. Г. Сельские кустарные промыслы Европейской России на рубеже XIX—XX столетий / Институт российской истории РАН. — М.: ИРИ РАН, 2004. — 516 с. — 300 экз. — ISBN 5-8055-0126-0.
- Истомина Э. Г. Золотые руки мастеров Подмосковья: Истоки и традиции ремёсел и промыслов. — М.: Москвоведение, 2005. — 256 с. — 10 000 экз. — ISBN 5-7853-0451-1.
- Водарский Я. Е., Истомина Э. Г. Православные монастыри России и их роль в развитии культуры (XI — начало XX в.) / Институт российской истории РАН. — М.: ИРИ РАН; Гриф и Ко, 2009. — 546 с. — 500 экз. — ISBN 978-5-8125-1352-8.
- Истомина Э. Г., Гришунькина М. Г. Внутренний туризм и туристские ресурсы России: Учебное пособие / Под общ. ред. Е. И. Пивовара; Рец.: В. И. Уколова, П. П. Шкаренков, П. М. Шульгин. — М.: РГГУ, 2012. — 288, [28] с. — 500 экз. — ISBN 978-5-7281-1316-4.
- Истомина Э. Г. Леса России: экологическая и социоэкономическая история (XVIII — начало XX в.). — М.: Квадрига, 2019. — 360 с. — (Исторические исследования). — 500 экз. — ISBN 978-5-91791-333-9.

### Статьи
- Истомина Э. Г. Вышневолоцкий водный путь во второй половине XVIII—начале XIX в. // Историческая география России. XII—начало XX в.: Сборник статей к 70-летию профессора Любомира Григорьевича Бескровного / Редколл.: А. Л. Нарочницкий (отв. ред.), Б. А. Рыбаков. — М.: Наука, 1975. — С. 193—206. — 348, [4] с. — 5550 экз.
- Истомина Э. Г. К изучению истории бурлачества на волжском водном пути во второй половине XVIII — начале XIX веков // Сельское хозяйство и крестьянство Среднего Поволжья в периоды феодализма и капитализма. — Чебоксары, 1982. — С. 54—55. Архивировано 11 мая 2021 года.

- Архивные материалы как источники по изучению изменения природопользования и изменения среды России в XVII—XIX вв. // Итоги науки и техники. Сер. «Палеогеография». — М., 1991. Т. 8.
- Экологический фактор и продолжительность жизни в России XIX — начале XX вв. // Историческая демография. — Прага, 1995. Вып. 14.
- Истомина Э. Г. Сельская дворянская усадьба в первой половине XIX века // Дворянская и купеческая усадьба в России XVI-XX вв.: Исторические очерки / Авт.: Я. Е. Водарский, Л. В. Иванова, Э. Г. Истомина, Е. И. Колычева, И. М. Пушкарёва, Ю. А. Тихонов, О. А. Шватченко, Н. Н. Аурова, В. С. Дедюхина, Л. И. Зозуля. — М.: Едиториал УРСС, 2001. — 784 с. — 1000 экз. — ISBN 5-8360-0183-9. (в пер.)
- Малые исторические города России: проблемы изучения // «Cahiers Slaves» № 6. Сivilisation russe Les Etudes Regionales en Russie (1890—1990) — Universite de Paris-Sorbonne. 2002.
- Истомина Э. Г. Малые города в контексте социокультурной географии: проблемы изучения // Историческая география России: новые подходы: Сб. ст., посвящ. 70-летию В. М. Кабузана / Редкол.: К. А. Аверьянов, Э. Г. Истомина, Я. Е. Водарский. — М.: Институт российской истории РАН, 2004. — 208 с.
- Художественные производства центральных губерний России во второй половине XVIII—XIX вв. (историко-географический аспект) // Российская реальность конца XVI — первой половины XIX в.: экономика, общественный строй, культура. — М., 2007.
- Истомина Э. Г. География культуры и историческая география: проблемы взаимодействия // Проблемы исторической географии и демографии России. Вып. 1 / Редколл.: акад. РАН Ю. А. Поляков (отв. ред.), д.и.н. К. А. Аверьянов, д.и.н. Я. Е. Водарский (зам. отв. ред.), к.и.н. О. И. Елисеева, д.и.н. Э. Г. Истомина; Рец.: д.и.н. А. И. Аксёнов, к.и.н. Н. И. Никитин. — М.: ИРИ РАН, 2007. — С. 42—52. — 404 с. — 300 экз. — ISBN 978-5-8055-0185-3.
- Истомина Э. Г. Пути сообщения России в XVII — начале XIX вв. // Российская Империя от истоков до начала XIX века. Очерки социально-политической и экономической истории / Редакторы: А. И. Аксёнов, Я. Е. Водарский, Н. И. Никитин, Н. М. Рогожин. — М.: Русская панорама, 2011. — 880 с. — 1000 экз. — ISBN 978-5-93165-267-2. Архивировано 17 апреля 2014 года.
- Историческая география России. IX — начало XX века: Территория. Население. Экономика / Авт.: Я. Е. Водарский, В. М. Кабузан, А. В. Дёмкин, Э. Г. Истомина, О. А. Шватченко. — М.: Институт российской истории РАН, 2013. — 336 с. — 300 экз. — ISBN 978-5-8055-0238-6.